# Serrion Teichos
Serrion Teichos (in greco antico: Σέρριον τείχος?) o Serreion Teichos (in greco antico: Σέρρειον τεῖχος?) era una città greca  nell'antica Tracia, situata nella regione della Propontide. Era un membro della Lega di Delo e compare nelle liste tributi di Atene tra il 428/7 e il 418/7 a.C. Intorno all'anno 200 a. C., Serrion fu una delle città conquistate da Filippo V di Macedonia nel quadro della cosiddetta Guerra di Creta. In seguito portò il nome di Ganus o Ganos (in greco antico: Γάνος o Γᾶνος?). È sotto questo nome che la città è citata da geografi e storici, come una nota fortezza montana della Tracia.
Il suo sito è vicino alla moderna Ganos, in Turchia.